# Pháo đài Zegrze
Pháo đài Zegrze (tiếng Ba Lan: Twierdza Zegrze) là một cấu trúc quân sự nằm ở Zegrze, Ba Lan, trên một vách núi cao trên sông Narew. Được xây dựng vào cuối thế kỷ 19 bởi Đế quốc Nga, pháo đài này có nhiệm vụ bảo vệ một con sông băng qua sông Narew. Được hiện đại hóa từ năm 1902 đến năm 1907, đây là một phần của Khu vực phòng thủ Warsaw (tiếng Nga: Варшавской укрепленной район) bao gồm ba nút chính: Pháo đài Warsaw, Pháo đài Modlin và Zegrze.
Phần chính của pháo đài bao gồm hai pháo đài được nối với một pháo đài bằng đất, gọi là Pháo đài lớn (tiếng Ba Lan: Umocnienie Duże, Pháo đài Ordon) và Pháo đài nhỏ  (tiếng Ba Lan: Umocnienie Małe, Pháo đài Karlinek). Ngoài ra, pháo đài còn chỉ huy hai pháo đài bổ sung: Pháo đài Dębe nằm cách hạ lưu khoảng 10 km, theo hướng Modlin và Pháo đài Beniaminów nằm ngang qua Narew. Ngoài các công sự, khu phức hợp còn bao gồm các doanh trại tại Beniaminów, Zagroby và Zegrze, bảy kho đạn dược và một nhà thờ đồn trú.
Pháo đài đã tham gia vào cuộc nhập thất vĩ đại của Nga từ Ba Lan vào năm 1915, trong Thế chiến thứ nhất. Sau năm 1918, nó được Ba Lan tiếp quản và tham gia trận chiến Warsaw năm 1920, sau đó là cuộc phòng thủ chống lại cuộc xâm lược của Đức Quốc xã và Liên Xô vào năm 1939. Trong những năm gần đây, Pháo đài lớn đã được Ngân hàng Quốc gia Ba Lan mua lại.